# جرج مارتین
سِر جرج هنری مارتین (به انگلیسی: Sir George Henry Martin) تهیه‌کننده موسیقی، تنظیم کننده، آهنگساز، موسیقی‌دان و نوازنده انگلیسی متولد ۱۹۲۶ یکی از مؤثرترین موسیقی‌دانان بر فرهنگ عامه و دنیای موسیقی بود. او در سال ۱۹۸۸ لقب شوالیه را از ملکه بریتانیا به همین خاطر دریافت کرد. همچنین وی یک دکترای افتخاری در رشته موسیقی از کالج موسیقی برکلی در همان سال دریافت کرده.
با اینکه افراد زیادی لقب «بیتل پنجم» را به خود داده‌اند ولی این لقب حقاً از آن جرج مارتین است، از آنجا که از اولین برداشتِ اولین تک آهنگِ بیتلز (دوستم بدار) تا آخرین برداشتِ آخرین آلبومِ آنها(ابی رود که آخرین ضبط آن‌ها از نظر تاریخی بود) توسط او تهیه شده. به استثنای پیش تولید فیل اسپکتور در آلبوم «بگذار باشد».
از فیلم‌هایی که وی در آن‌ها نقش داشته است، می‌توان به سلامم را به برود استریت برسانید اشاره نمود.

## درگذشت
وی روز ۸ مارس ۲۰۱۶ در سن ۹۰ سالگی درگذشت.